# Dženan Radončić
Dženan Radončić (in serbo Џенан Радончић?; Plav, 2 agosto 1983) è un ex calciatore montenegrino e precedentemente jugoslavo, fino alla definitiva conclusione dell'esperienza federativa della Jugoslavia avvenuta nel 2003, nonché serbo-montenegrino, fino alla scissione della Serbia e Montenegro in due stati indipendenti occorsa nel 2006. Di ruolo attaccante.

## Palmarès

### Club

#### Competizioni internazionali
- AFC Champions League: 1

Seongnam: 2010